# La Fouine

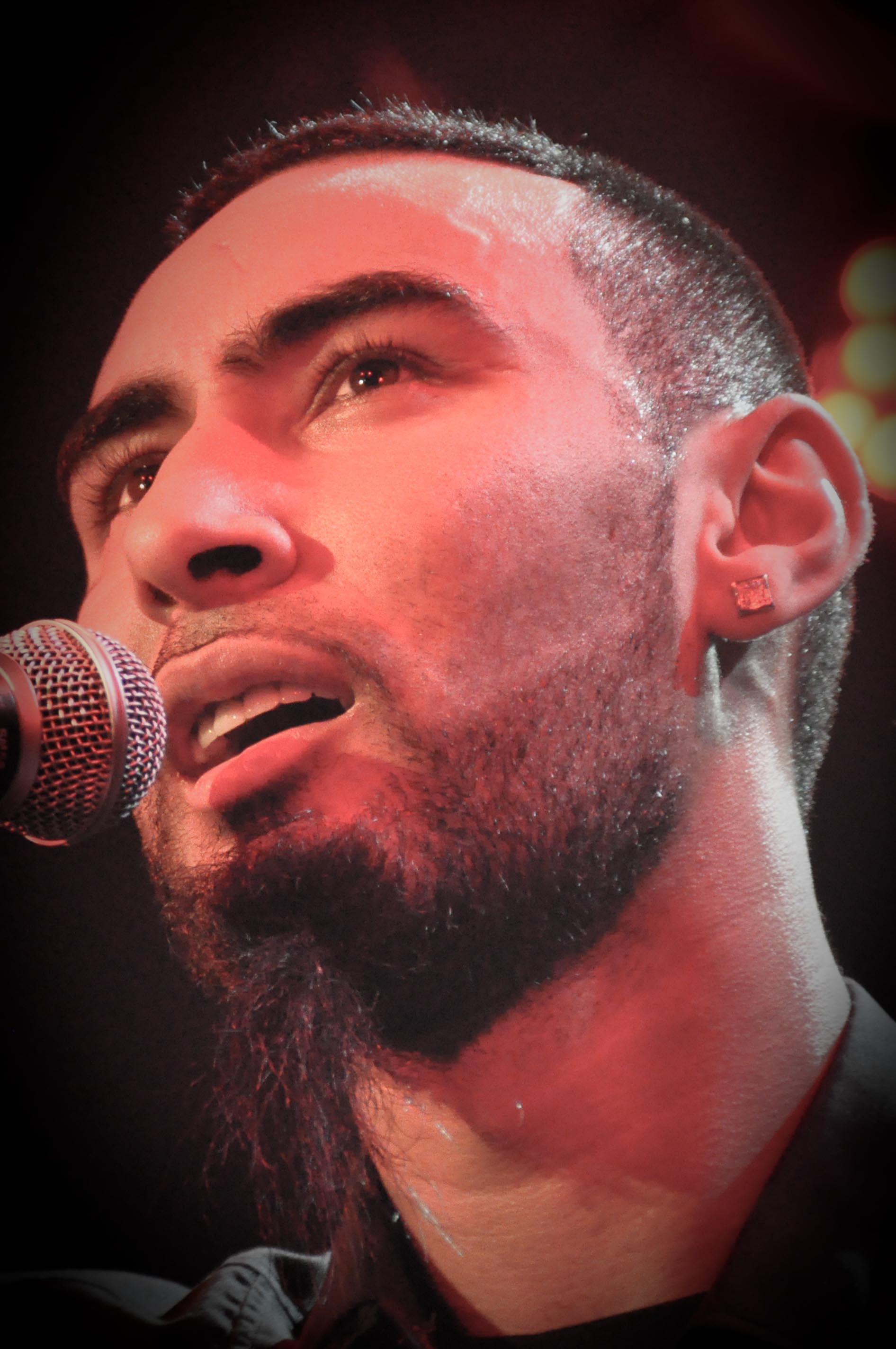
La Fouine (2011)

La Fouine (* 25. Dezember 1981 in Trappes; bürgerlich Laouni Mouhid) ist ein französischer Rapper marokkanischer Herkunft.
La Fouine unterzeichnete 2003 einen Vertrag bei Sony Records.

## Biografie
Geboren in Trappes in einer marokkanischen Familie mit sieben Kindern, wuchs Laouni in einem Vorort von Paris im Département Yvelines auf. Im Alter von acht Jahren kam er auf das Konservatorium von Trappes und erhielt dort Musikunterricht, mit der Gitarre als seinem ersten Instrument.
Im Jahr 1992 begann er, sich zusammen mit seinem Bruder für den Rap zu interessieren.
Inspiriert von NTM, Kerry James, Mobb Deep und auch Snoop Dogg, begann er bald darauf Stücke zu schreiben und aufzunehmen, was ihm schon bald die Aufmerksamkeit anderer Rapper und Liebhaber dieser Musikrichtung einbrachte und ihm ermöglichte, mit Auftritten durch die kleinen Säle des Viertels zu ziehen.
La Fouine, der sich damals "Forcené" nannte, wurde aktives Mitglied des Kollektivs "GSP" und war Teil der kurzlebigen Gruppe "FORS" mit DJ RV (Hervé) und Le Griffon (Tarek Medimegh), die eigens gegründet wurde, um an dem Wettbewerb 2 R puissance ART in La Verrière mitzumachen, wo sie den zweiten Preis gewann.
Er verließ die Schule im Alter von fünfzehn Jahren, um sich ganz dem Rap zu widmen. Im Jahr 2009 übernahm er eine Rolle in dem Film Ghettogangz 2 – Ultimatum (Original: Banlieue 13 – Ultimatum).
Mohid war verheiratet und ist Vater einer Tochter (* 2002).

## Diskografie

### Studioalben
| Jahr | Titel Musiklabel                      | Höchstplatzierung, Gesamtwochen, AuszeichnungChartplatzierungen (Jahr, Titel, Musiklabel, Platzierungen, Wochen, Auszeichnungen, Anmerkungen) | Höchstplatzierung, Gesamtwochen, AuszeichnungChartplatzierungen (Jahr, Titel, Musiklabel, Platzierungen, Wochen, Auszeichnungen, Anmerkungen) | Höchstplatzierung, Gesamtwochen, AuszeichnungChartplatzierungen (Jahr, Titel, Musiklabel, Platzierungen, Wochen, Auszeichnungen, Anmerkungen) | Anmerkungen                             |
| Jahr | Titel Musiklabel                      | FR | BEW | CH | Anmerkungen                             |
| ---- | ------------------------------------- | --- | --- | --- | --------------------------------------- |
| 2005 | Bourré au son Sony BMG                | FR82 (18 Wo.)FR | — | — | Erstveröffentlichung: 25. April 2005    |
| 2007 | Aller-Retour SBME                     | FR21 Platin · (43 Wo.)FR | BEW70 (4 Wo.)BEW | — | Erstveröffentlichung: 12. März 2007     |
| 2009 | Mes repères Sony Music France         | FR2 Gold · (61 Wo.)FR | BEW13 (27 Wo.)BEW | CH70 (1 Wo.)CH | Erstveröffentlichung: 23. Februar 2009  |
| 2011 | La Fouine vs Laouni Sony Music France | FR1 Platin · (41 Wo.)FR | BEW5 (32 Wo.)BEW | CH30 (5 Wo.)CH | Erstveröffentlichung: 14. Februar 2011  |
| 2013 | Drôle de parcours Sony Music France   | FR1 Gold · (46 Wo.)FR | BEW2 (49 Wo.)BEW | CH6 (5 Wo.)CH | Erstveröffentlichung: 4. Februar 2013   |
| 2016 | Nouveau monde Sony Music France       | FR8 (7 Wo.)FR | BEW11 (22 Wo.)BEW | CH37 (1 Wo.)CH | Erstveröffentlichung: 4. März 2016      |
| 2020 | Bénédictions Banlieue Sale            | FR4 (4 Wo.)FR | BEW18 (3 Wo.)BEW | CH96 (1 Wo.)CH | Erstveröffentlichung: 24. Januar 2020   |
| 2021 | XXI Banlieue Sale                     | FR27 (2 Wo.)FR | BEW72 (2 Wo.)BEW | — | Erstveröffentlichung: 21. Mai 2021      |
| 2024 | Capitale du crime radio Banlieue Sale | FR7 (… Wo.)FR | BEW15 (10 Wo.)BEW | CH19 (1 Wo.)CH | Erstveröffentlichung: 22. November 2024 |
| 2025 | État des lieux Banlieue Sale          | FR2 (… Wo.)FR | BEW16 (5 Wo.)BEW | CH22 (1 Wo.)CH | Erstveröffentlichung: 11. April 2025    |

### Mixtapes
| Jahr | Titel                            | Höchstplatzierung, Gesamtwochen, AuszeichnungChartplatzierungen (Jahr, Titel, Platzierungen, Wochen, Auszeichnungen, Anmerkungen) | Höchstplatzierung, Gesamtwochen, AuszeichnungChartplatzierungen (Jahr, Titel, Platzierungen, Wochen, Auszeichnungen, Anmerkungen) | Höchstplatzierung, Gesamtwochen, AuszeichnungChartplatzierungen (Jahr, Titel, Platzierungen, Wochen, Auszeichnungen, Anmerkungen) | Anmerkungen                             |
| Jahr | Titel                            | FR | BEW | CH | Anmerkungen                             |
| ---- | -------------------------------- | --- | --- | --- | --------------------------------------- |
| 2004 | Planète Trappes                  | — | — | — | Erstveröffentlichung: 26. Oktober 2004  |
| 2006 | Planète Trappes volume 2         | — | — | — | Erstveröffentlichung: 2. März 2006      |
| 2008 | Capitale du crime                | FR78 (4 Wo.)FR | — | — | Erstveröffentlichung: 31. Januar 2008   |
| 2010 | Capitale du crime volume 2       | FR3 (30 Wo.)FR | BEW20 (11 Wo.)BEW | CH94 (1 Wo.)CH | Erstveröffentlichung: 18. Januar 2010   |
| 2011 | Capitale du crime volume 3       | FR10 (17 Wo.)FR | BEW24 (11 Wo.)BEW | CH55 (1 Wo.)CH | Erstveröffentlichung: 28. November 2011 |
| 2014 | Capitale du crime volume 4       | FR15 (12 Wo.)FR | BEW50 (12 Wo.)BEW | — | Erstveröffentlichung: 24. November 2014 |
| 2017 | CDCC (Capitale du crime censuré) | FR15 (11 Wo.)FR | BEW31 (12 Wo.)BEW | CH99 (1 Wo.)CH | Erstveröffentlichung: 2. Juni 2017      |
| 2018 | Sombre                           | FR29 (5 Wo.)FR | BEW58 (3 Wo.)BEW | — | Erstveröffentlichung: 12. Oktober 2018  |

### Kollaboalben
| Jahr | Titel   | Höchstplatzierung, Gesamtwochen, AuszeichnungChartplatzierungen (Jahr, Titel, Platzierungen, Wochen, Auszeichnungen, Anmerkungen) | Höchstplatzierung, Gesamtwochen, AuszeichnungChartplatzierungen (Jahr, Titel, Platzierungen, Wochen, Auszeichnungen, Anmerkungen) | Höchstplatzierung, Gesamtwochen, AuszeichnungChartplatzierungen (Jahr, Titel, Platzierungen, Wochen, Auszeichnungen, Anmerkungen) | Anmerkungen                                        |
| Jahr | Titel   | FR | BEW | CH | Anmerkungen                                        |
| ---- | ------- | --- | --- | --- | -------------------------------------------------- |
| 2014 | Team BS | FR5 (34 Wo.)FR | BEW26 (28 Wo.)BEW | — | Erstveröffentlichung: 24. Februar 2014 mit Team BS |

### Singles
| Jahr | Titel Album                                     | Höchstplatzierung, Gesamtwochen, AuszeichnungChartplatzierungen (Jahr, Titel, Album, Platzierungen, Wochen, Auszeichnungen, Anmerkungen) | Höchstplatzierung, Gesamtwochen, AuszeichnungChartplatzierungen (Jahr, Titel, Album, Platzierungen, Wochen, Auszeichnungen, Anmerkungen) | Höchstplatzierung, Gesamtwochen, AuszeichnungChartplatzierungen (Jahr, Titel, Album, Platzierungen, Wochen, Auszeichnungen, Anmerkungen) | Anmerkungen                                                      |
| Jahr | Titel Album                                     | FR | BEW | CH | Anmerkungen                                                      |
| --- | ----------------------------------------------- | --- | --- | --- | ---------------------------------------------------------------- |
| 2004 | Manque d’argent –                               | FR68 (6 Wo.)FR | — | — | Erstveröffentlichung: 29. März 2004                              |
| 2005 | L’unité Bourré au son                           | FR37 (19 Wo.)FR | — | — |                                                                  |
| 2007 | Qui peut me stopper Aller-Retour                | FR20 (14 Wo.)FR | — | — | Erstveröffentlichung: 9. März 2007                               |
| 2007 | Tombé pour elle Aller-Retour                    | FR15 (20 Wo.)FR | — | — | Erstveröffentlichung: 28. September 2007 feat. Amel Bent         |
| 2009 | Du ferme Mes repères                            | FR140 Diamant · (1 Wo.)FR | — | — | Erstveröffentlichung: 27. April 2009 Charteinstieg: 2024         |
| 2010 | Veni, Vidi, Vici La Fouine vs. Laouni           | FR24 Gold · (13 Wo.)FR | — | — | Erstveröffentlichung: 10. Dezember 2010                          |
| 2011 | Papa La Fouine vs. Laouni                       | FR17 Gold · (19 Wo.)FR | — | — | Erstveröffentlichung: 17. Januar 2011                            |
| 2011 | Toute la night La Fouine vs. Laouni             | FR47 (14 Wo.)FR | — | — | Erstveröffentlichung: 15. Juni 2011                              |
| 2011 | Vécu Capitale du Crime Vol. 3                   | FR51 (3 Wo.)FR | — | — | Erstveröffentlichung: 30. September 2011 feat. Kamelancien       |
| 2011 | Original Capitale du Crime Vol. 3               | FR81 (1 Wo.)FR | — | — | Erstveröffentlichung: 28. November 2011 feat. Nhar Sheitan Click |
| 2012 | J’avais pas les mots Drôle de parcours          | FR16 (23 Wo.)FR | BEW39 (1 Wo.)BEW | — | Erstveröffentlichung: 19. November 2012                          |
| 2013 | Fête des mères –                                | FR45 (3 Wo.)FR | — | — | Erstveröffentlichung: 4. September 2013                          |
| 2014 | Team BS                                         | FR21 (35 Wo.)FR | BEW45 (1 Wo.)BEW | — | Erstveröffentlichung: 20. Januar 2014 mit Team BS                |
| 2014 | Case départ Team BS                             | FR30 (28 Wo.)FR | — | — | Erstveröffentlichung: 20. Januar 2014 mit Team BS                |
| 2014 | Saha Capitale du crime volume 4                 | FR92 (1 Wo.)FR | — | — | Erstveröffentlichung: 8. September 2014                          |
| 2015 | Ça va toujours –                                | FR49 (4 Wo.)FR | — | — | Erstveröffentlichung: 15. Oktober 2015                           |
| 2015 | Par intérêt Nouveau monde                       | FR115 (1 Wo.)FR | — | — | Erstveröffentlichung: 9. November 2015                           |
| 2015 | Insta Nouveau monde                             | FR36 (15 Wo.)FR | — | — | Erstveröffentlichung: 1. Dezember 2015 feat. Lartiste            |
| 2016 | Argent sale Nouveau monde                       | FR132 (1 Wo.)FR | — | — | Erstveröffentlichung: 5. Februar 2016                            |
| 2016 | Terminus Nouveau monde                          | FR156 (1 Wo.)FR | — | — | Erstveröffentlichung: 12. Februar 2016                           |
| 2016 | La fin du monde Nouveau monde                   | FR147 (1 Wo.)FR | — | — | Erstveröffentlichung: 26. Februar 2016                           |
| 2017 | Chargée CDCC                                    | FR129 (1 Wo.)FR | — | — | Erstveröffentlichung: 17. Februar 2017                           |
| 2018 | Sombre mélodie Sombre                           | FR112 (2 Wo.)FR | — | — | Erstveröffentlichung: 11. Oktober 2018                           |
| 2018 | Aventador Sombre                                | FR49 (2 Wo.)FR | — | — | Erstveröffentlichung: 10. Oktober 2018                           |
| 2019 | Colorés Bénédictions                            | FR117 (2 Wo.)FR | — | — | Erstveröffentlichung: 23. Oktober 2019                           |
| 2024 | Chalgoumi –                                     | FR170 (1 Wo.)FR | — | — | Erstveröffentlichung: 28. Mai 2024                               |
| 2024 | Gangsta et Célèbre Capitale du crime radio      | FR82 (1 Wo.)FR | — | — | Erstveröffentlichung: 4. Oktober 2024 feat. Leto                 |
| 2024 | Sierra Leone Capitale du crime radio            | FR146 (1 Wo.)FR | — | — | Erstveröffentlichung: 8. November 2024 feat. Zkr                 |
| Folgende Lieder erschienen nicht als Single, wurden aber durch das Album zum Download und Streaming bereitgestellt und konnten somit eine Platzierung erlangen: |                                                 | | | |                                                                  |
| |                                                 | | | |                                                                  |
| 2011 | D’où l’on vient La Fouine vs. Laouni            | FR53 (17 Wo.)FR | — | — |                                                                  |
| 2012 | Rollin’ Like a Boss Capitale du crime volume 3  | FR141 (3 Wo.)FR | — | — | feat. T-Pain & Mackenson                                         |
| 2013 | Paname Boss Drôle de parcours                   | FR54 (3 Wo.)FR | BEW42 (1 Wo.)BEW | — | feat. Sniper, Niro, Youssoupha, Canardo, Fababy und Sultan       |
| 2013 | Ma meilleure Drôle de parcours                  | FR23 (32 Wo.)FR | — | — | feat. Zaho                                                       |
| 2013 | Redbull & Vodka Drôle de parcours               | FR84 (1 Wo.)FR | — | — |                                                                  |
| 2013 | À l’époque Drôle de parcours                    | FR93 (1 Wo.)FR | — | — |                                                                  |
| 2013 | Il se passe quelque chose Drôle de parcours     | FR101 (1 Wo.)FR | — | — | feat. Youssoupha                                                 |
| 2013 | Karl Drôle de parcours                          | FR158 (1 Wo.)FR | — | — | feat. Amel Bent                                                  |
| 2013 | Donne-moi Drôle de parcours                     | FR165 (1 Wo.)FR | — | — |                                                                  |
| 2013 | Quand je partirai Drôle de parcours             | FR74 Gold · (17 Wo.)FR | — | — |                                                                  |
| 2013 | On s’en bat les couilles 2013 Drôle de parcours | FR183 (1 Wo.)FR | — | — | feat. Mac Tyer                                                   |
| 2013 | Fatima Drôle de parcours                        | FR186 (1 Wo.)FR | — | — |                                                                  |
| 2014 | 1.2.3. Team BS                                  | FR42 (20 Wo.)FR | BEW46 (1 Wo.)BEW | — | mit Team BS                                                      |
| 2014 | Fierté Team BS                                  | FR44 (15 Wo.)FR | — | — | mit Team BS                                                      |
| 2014 | Ma vérité Team BS                               | FR101 (2 Wo.)FR | — | — | mit Team BS                                                      |
| 2014 | Je rappe Team BS                                | FR198 (1 Wo.)FR | — | — | mit Team BS                                                      |
| 2014 | Conseil d’ami Capitale du Crime Volume 4        | FR146 (1 Wo.)FR | — | — | feat. GSX                                                        |
| 2014 | Va bene Capitale du Crime Volume 4              | FR78 (8 Wo.)FR | — | — | feat. Reda Taliani                                               |
| 2014 | Peace sur le FN Capitale du Crime Volume 4      | FR163 (1 Wo.)FR | — | — | feat. Canardo, Sultan und GSX                                    |
| 2014 | Lové Capitale du Crime Volume 4                 | FR175 (2 Wo.)FR | — | — |                                                                  |
| 2020 | Première fois Bénédictions                      | FR86 (1 Wo.)FR | — | — | Charteinstieg: 31. Januar 2020                                   |
| 2020 | Bénédictions                                    | FR167 (1 Wo.)FR | — | — | Charteinstieg: 31. Januar 2020                                   |
| 2020 | #7.8 Bénédictions                               | FR170 (1 Wo.)FR | — | — | Charteinstieg: 31. Januar 2020                                   |
| 2024 | 300 Capitale du crime radio                     | FR62 (… Wo.)FR | — | — | feat. RK                                                         |
| 2024 | En rapide Capitale du crime radio               | FR150 (1 Wo.)FR | — | — | feat. Franglish                                                  |
| 2024 | You Can’t See Me Capitale du crime radio        | FR155 (1 Wo.)FR | — | — | feat. Koba LaD                                                   |
| 2025 | État des lieux (part 1) État des lieux          | FR12 Gold · (16 Wo.)FR | BEW31 (2 Wo.)BEW | CH43 (1 Wo.)CH | feat. Ninho                                                      |
| 2025 | État des lieux (part 2) État des lieux          | FR58 (2 Wo.)FR | — | — | feat. Ninho                                                      |
| 2025 | Quand je reviendrai État des lieux              | FR190 (1 Wo.)FR | — | — |                                                                  |

### Singles als Gastmusiker
| Jahr | Titel Album                                          | Höchstplatzierung, Gesamtwochen, AuszeichnungChartplatzierungen (Jahr, Titel, Album, Platzierungen, Wochen, Auszeichnungen, Anmerkungen) | Höchstplatzierung, Gesamtwochen, AuszeichnungChartplatzierungen (Jahr, Titel, Album, Platzierungen, Wochen, Auszeichnungen, Anmerkungen) | Anmerkungen                                                      |
| Jahr | Titel Album                                          | FR | BEW | Anmerkungen                                                      |
| --- | ---------------------------------------------------- | --- | --- | ---------------------------------------------------------------- |
| 2011 | Des pères, des hommes et des frères Les inséparables | FR25 (20 Wo.)FR | — | Erstveröffentlichung: 24. Oktober 2011 Corneille feat. La Fouine |
| 2012 | C’est la hass Zifou 2 Dingue                         | FR66 (16 Wo.)FR | — | Zifou feat. La Fouine                                            |
| 2015 | Sans rancune Selfie                                  | FR155 (4 Wo.)FR | — | Erstveröffentlichung: 13. April 2015 Sindy feat. La Fouine       |
| Folgende Lieder erschienen nicht als Single, wurden aber durch das Album zum Download und Streaming bereitgestellt und konnten somit eine Platzierung erlangen: |                                                      | | |                                                                  |
| |                                                      | | |                                                                  |
| 2013 | Wesh ma gueule La Force Du Nombre                    | FR143 (2 Wo.)FR | — | Fababy feat. La Fouine                                           |

## Auszeichnungen für Musikverkäufe
| Goldene Schallplatte - Frankreich - 2023: für das Lied Ca fait mal |

Anmerkung: Auszeichnungen in Ländern aus den Charttabellen bzw. Chartboxen sind in ebendiesen zu finden.
| Land/RegionAuszeichnungen für Musikverkäufe (Land/Region, Auszeichnungen, Verkäufe, Quellen) | Gold     | Platin     | Diamant  | Verkäufe  | Quellen                     |
| -------------------------------------------------------------------------------------------- | -------- | ---------- | -------- | --------- | --------------------------- |
| Frankreich (SNEP)                                                                            | 7× Gold7 | 2× Platin2 | Diamant1 | 1.133.333 | snepmusique.com infodisc.fr |
| Insgesamt                                                                                    | 7× Gold7 | 2× Platin2 | Diamant1 |           |                             |